# 坚河卫
坚河卫，中国明代在东北地区所置羈縻卫之一。朝廷冊封當地酋長為名義上的官員（类似于土司），管理当地各部族，其首領大多為蒙古族世襲領袖。
明成祖永乐三年（1405年）十月，“命来朝鞑靼头目苦列为坚河卫指挥同知”，明朝在坚河（今黑龙江支流根河）流域设立坚河卫。辖境相当于今内蒙古自治区根河市、额尔古纳市等地。后废。

### 文献
- 谭其骧《中国历史地图集》